# Wilm Hosenfeld
Wilm Hosenfeld, né le 2 mai 1895 à Hünfeld dans la province de Hesse-Nassau et mort le 13 août 1952 à Stalingrad en URSS, est un officier allemand (capitaine) de la Wehrmacht au cours de la seconde Guerre mondiale. Il est surtout connu à travers l'autobiographie du pianiste polonais Władysław Szpilman (Das wunderbare Überleben, adaptée au cinéma par Roman Polanski sous le titre Le Pianiste), qu'il avait secouru et protégé à Varsovie après la destruction du ghetto. Il est reconnu « Juste parmi les nations » en 2009. 

## Biographie
Wilm Hosenfeld était le quatrième des six enfants d'un enseignant catholique de Mackenzell, un village du massif du Rhön aujourd'hui intégré dans la commune de Hünfeld dans la Hesse. Il a été façonné par les principes de sa famille catholique, par l'éducation patriotique prussienne des enseignants à cette époque et surtout par les idéaux du mouvement de jeunesse des Wandervögel. Il a également participé au premier Freideutsche Jugendtag, une grande réunion des mouvements de jeunesse, sur le Hohenmeissner en 1913. Plus tard, la pensée protestante pacifiste de sa femme Annemarie l'a également influencé.
En 1914, à la fin de ses études, il prend part à la Première Guerre mondiale dans l'infanterie. En 1917, il est rapatrié en raison de graves blessures.
En 1918, il devient instituteur de village et s'engage dans les œuvres sociales et chrétiennes. Il exerce tout d'abord à Biebergemünd dans le Spessart, puis à Thalau près de Fulda dans le Rhön.
En 1920, il se marie avec Annemarie Krummacher, la fille d'un peintre de Worpswede. De cette union, naquirent cinq enfants qui choisirent tous une profession médicale.
A cette époque, Hosenfeld est réceptif à l'idéologie anti-bourgeoise et aux idées du national-socialisme. Depuis 1933, il est dans la SA et dans la ligue nationale-socialiste des enseignants, puis en 1935 également au NSDAP. Les notes de son journal de 1936 le montrent participant enthousiaste du congrès de Nuremberg.
Âgé de 44 ans lors du déclenchement de la Seconde Guerre mondiale, Wilm Hosenfeld est mobilisé et envoyé en Pologne. S'il est loin d'être un opposant à Hitler, il est néanmoins choqué par le régime d'occupation de la Pologne. Le 15 décembre 1939, il écrit à sa femme qu'il est « honteux d'être un Allemand ».
De 1940 à 1944, il est affecté à l'Oberfeldkommandantur de Varsovie en tant qu'officier de réserve. Il y dirige l'école de sport. Il profite de cette position pour aider plusieurs Polonais. Il protège des SS un prêtre catholique, Anton Cieciora, apprend le polonais et se lie d'amitié avec une famille polonaise. Ses lettres et ses notes de journal montrent que l'année 1942 est un tournant décisif pour lui. Hosenfeld perçoit précisément ce qui se passe. En juillet 1942, il écrit dans son journal au sujet de l'assassinat massif d'hommes, de femmes et d'enfants juifs. Le 13 août 1942, il note des rapports provenant du ghetto selon lesquels les hommes de la Gestapo ont récupéré et tué des nourrissons juifs de la maternité. 

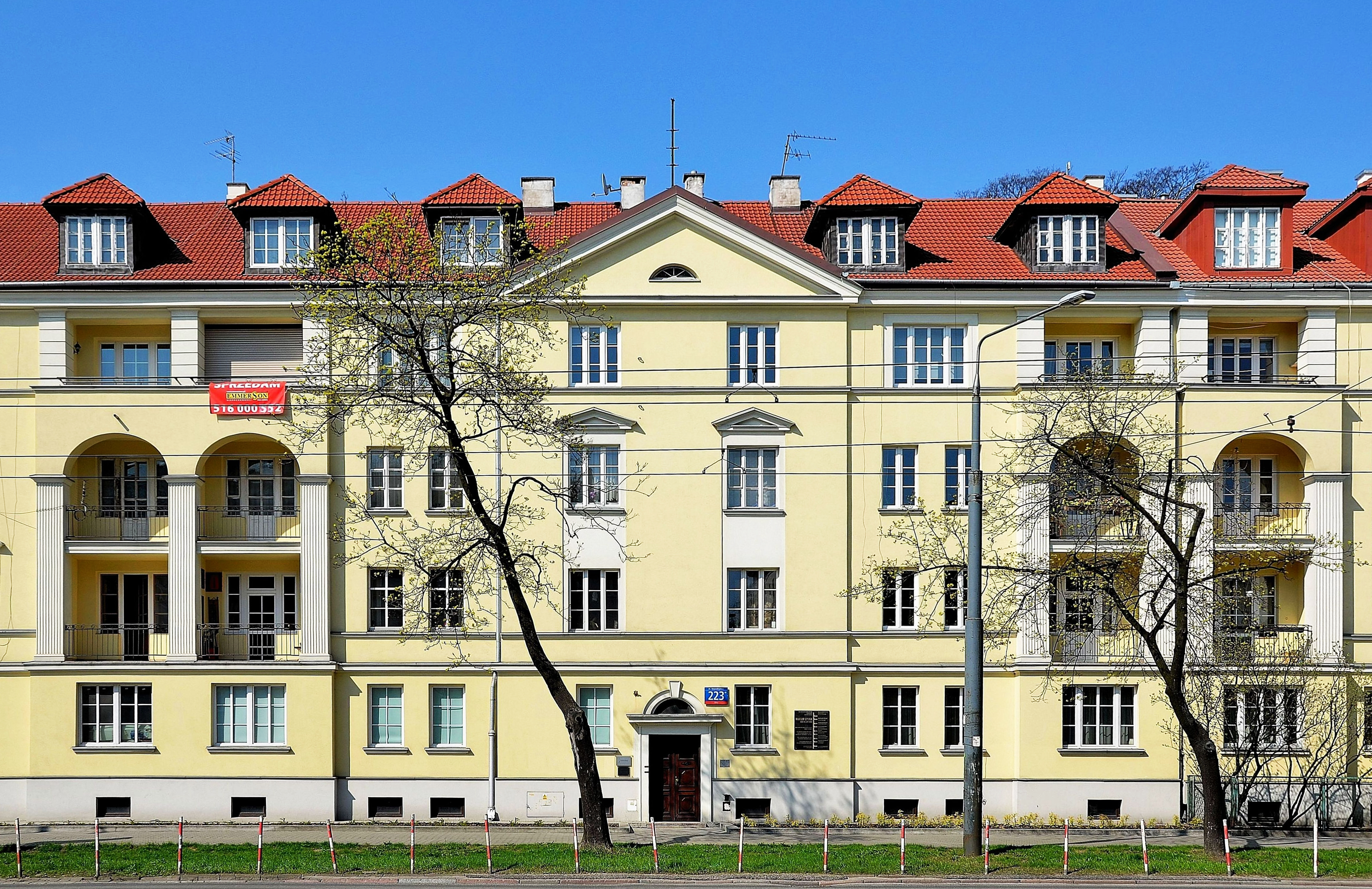
223, avenue Niepodleglosci à Varsovie : c'est là que Wilm Hosenfeld rencontre Władysław Szpilman en 1944 et l'aide à survivre.

Contrevenant aux instructions de sa hiérarchie, il va souvent à la messe dans les églises polonaises. Hosenfeld a protégé des Polonais juifs comme non juifs de la terreur. En tant que chef de l'école de sport, il a pu employer sous un faux nom des personnes persécutées. Depuis l'insurrection de Varsovie jusqu'à la fin de l'automne 1944, il a dû interroger des Robinson Crusoé de Varsovie dont des combattants capturés de l'armée secrète polonaise. Contre les instructions de la direction des SS, il s'est assuré que les blessés reçoivent des soins médicaux et a demandé qu'ils soient traités conformément à la Convention de Genève. Il vient notamment en aide au pianiste Władysław Szpilman. 
À la fin de l'automne 1944, alors que les troupes soviétiques avancent, le capitaine Hosenfeld est nommé à la tête d'une compagnie de combat. Fait prisonnier de guerre par les Soviétiques en janvier 1945, il est jugé et condamné à Minsk en 1949 à 25 ans de prison en régime sévère en tant que criminel de guerre. Il meurt misérablement en 1952 dans un hôpital près de Stalingrad. Le gouvernement biélorusse n'a pas éprouvé le besoin de réviser le verdict. 
En 2007, Wilm Hosenfeld a été décoré à titre posthume par le président polonais Lech Kaczyński. Il a reçu la Croix Polonia Restituta.
En février 2009, il est reconnu « Juste parmi les nations » à titre posthume et inscrit sur le Mémorial de Yad Vashem à Jérusalem.

### Filmographie
- L'acteur allemand Thomas Kretschmann interprète Wilm Hosenfeld dans le film Le Pianiste, réalisé par Roman Polanski en 2002.